# فرانسيسك ميريكي
فرانسيزيك ميريكي (بالبولندية: Franciszek Mirecki) هو ملحن وموسيقار ومعلم موسيقى بولندي ولد في يوم 31 مارس 1791 في كراكوف. قدم عدة عروض موسيقية في مدن أوروبية مختلفة من لندن وباريس ولشبونة وجنوة. توفي في يوم 29 مايو 1862.